# Roost
Pour les articles homonymes, voir The Roost et Roost-Warendin.
Roost (en luxembourgeois : Rouscht ), est un lieu-dit de la commune luxembourgeoise de Bissen.